# Lussat (Creuse)
Lussat település Franciaországban, Creuse megyében. Lakosainak száma 409 fő (2022. január 1.). Lussat Auge, Bord-Saint-Georges, Chambon-sur-Voueize, Gouzon, Lépaud, Saint-Loup és Tardes községekkel határos.

## Népesség
A település népességének változása:
| Lakosok száma | 631  | 520  | 486  | 444  | 454  | 447  | 426  | 410  | 404  | 409  |
|               | 1968 | 1982 | 1990 | 2006 | 2013 | 2015 | 2017 | 2019 | 2020 | 2022 |